# Cal·lícrates de Leòntion
Cal·lícrates de Leòntion (en llatí Callicrates, en grec antic Καλλικράτης) fou un grec de Leòntion a l'Acaia.
El 181 aC la Lliga Aquea va acceptar com a membre a Esparta i tots els exiliats espartans van poder tornar menys aquells que havien demostrat ingratitud després de la primera restauració dels exiliats que havia fet la mateixa Lliga Aquea. Els romans van exigir també que es fes retornar a aquestos homes suposadament ingrats i un debat sobre l'afer es va produir a l'assemblea de la Lliga el 179 aC. Cal·lícrates era defensor de la posició romana mentre Licortes defensava el contrari, i la posició d'aquest darrer va prevaldre; la Lliga va enviar una ambaixada a Roma de la que Cal·lícrates en formava part, per donar explicacions. A l'ambaixada va donar total suport als punts de vista romans i a totes les mesures antinacionals. Al seu retorn amb cartes del senat romà, va ser nomenat general de la lliga i va usar la seva influència per defensar la causa romana.
El 174 aC es va oposar a la proposat del general de la Lliga, Xenarc, per aliar-se amb el rei Perseu de Macedònia.
El 168 aC es va oposar a Licortes que demanava l'enviament d'ajut als reis Ptolemeu VI Filomètor (180-164 aC i 163-145 aC) i Ptolemeu VIII Evergetes II Fiscó (170-169 aC i 164-163 aC) contra Antíoc IV Epífanes (174 aC-164 aC) i va proposar una mediació, i al mateix temps va demanar al cònsol romà Quint Marci Filip que fes també de mediador.
Després de la derrota de Perseu el 168 aC, Cal·lícrates va denunciar a un miler de caps aqueus per ser favorables als macedonis. Els van detenir a tots i els van enviar a Roma per ser jutjats davant el senat (entre ells Polibi, l'historiador que va estar 17 anys a la presó i va ser un dels que va sobreviure). Per tot això el poble l'odiava.
El 153 aC va dissuadir a la Lliga de prendre partit per  Rodes contra Creta. Tres anys després, el 150 aC, el general de la Lliga, Menalcides, subornat per la ciutat d'Oropos amb 10 talents, per ajudar a la ciutat contra Atenes, va aconseguir que Cal·lícrates donés suport a Oropos a canvi de 5 talents. Però Menalcides va evitar fer el pagament promès i va ser acusat d'un càrrec greu, del que es va poder escapar mercès a la protecció del seu successor com estrateg, Dieu, al que va pagar 3 talents.
El 149 aC Cal·lícrates va anar com a ambaixador a Roma junt amb Dieu, per oposar-se als exiliats espartans que havien demanat al senat ser restaurats. Va morir a Rodes quan anava de camí a Roma. D'ell en parlen Polibi, Titus Livi i Pausànies.